# Chiesa di Santa Maria della Pace (Montiglio Monferrato)
La chiesa di santa Maria della Pace è la parrocchiale di Montiglio Monferrato, in provincia di Asti e diocesi di Casale Monferrato; fa parte dell'unità pastorale San Candido.

## Storia
Già nel X secolo a Montiglio sorgeva una pieve della diocesi di Vercelli, più precisamente quella di San Lorenzo Martire; nel 1474 tale pieve passò alla neo-eretta diocesi di Casale Monferrato.
Nel 1580 fu posta la prima pietra della nuova chiesa in paese, dedicata a Santa Maria della Pace; nel 1584 il visitatore Carlo di Montiglio annotò che i lavori procedevano molto lentamente.
Nel 1600, siccome la situazione era sempre la medesima, fu incaricato il capomastro Galeazzo Rusca di Lugano di completare la costruzione; nell'arco di alcuni anni l'edificio venne terminato utilizzando anche dei materiali provenienti da otto diverse cappelle demolite e nel 1614 la chiesa fu aperta al culto ed ebbe la dignità di parrocchiale.
Nel 1618 la chiesa venne razziata da alcune truppe e nel 1656 fu realizzata la sagrestia, la quale subì poi un rifacimento tra il 1723 e il 1730; nel 1740 il tetto dell'edificio venne sopraelevato.
Nel 1805 la chiesa entrò a far parte della diocesi di Asti, salvo poi tornare in quella di Casale Monferrato nel 1817.

Nel 1956 un generale intervento di restauro dell'edificio ebbe inizio e fu ultimato solo nel 1985.

## Descrizione

### Esterno
La facciata della chiesa, che è a capanna, si presenta intonacata ed è caratterizzata dal portale d'ingresso, realizzato da Maria Lodovica Casali, e dal rosone, che, oppilato nel 1876, venne riaperto nel 1978.
Accanto alla facciata s'eleva il campanile eretto nel 1774 e ristrutturato nel 1985, che misura un'altezza di trentatré metri.

### Interno
L'interno è costituito da una sola navata, che termina con il presbiterio, il quale è rialzato di due gradini.
Opere di pregio qui conservate sono l'altare maggiore, costruito nel 1809 in marmo bianco intarsiato, le tele della Deposizione dalla Croce e di  Sant'Orsola con le sue Vergini, realizzate da Carlo Orazio Sacchi nel 1607, la tribuna lignea del 1803, originariamente collocata nella non più esistente chiesa di San Sebastiano, la pala ritraente la Madonna della Pace coi Santi Rocco, Francesco Saverio e Lorenzo, eseguita nel 1841 da Pietro Ivaldi, il pulpito risalente al 1785, il battistero del 1962, disegnato da don Angelo Verri, le tele raffiguranti San Francesco che venera la Vergine Maria e la Madonna con San Michele Arcangelo che scaccia il diavolo, l'organo, costruito nel 1876 da Luigi Lingiardi e restaurato nel 1934 dalla ditta di Edoardo Rossi, e le pale ritraenti la Morte di San Francesco Saverio, l'Apparizione della Vergine col Bambino a San Giacinto, i Santi Pietro e Francesco d'Assisi e Gesù nel tempio fra i dottori, che risalgono tutte al Seicento.